# Henrik Lev
Henrik Lev, bavarski in saški vojvoda, * okrog 1129, † 6. avgust, 1195, Braunschweig.
Henrik Lev je bil saški vojvoda v letih 1142-80 kot Henrik III. in bavarski vojvoda v letih 1156-80 kot Henrik XII. Leta 1152 je podprl bratranca Friderika I. Barbarosso pri izvolitvi za nemškega kralja. Nekaj časa sta lepo sodelovala in se podpirala. Henrik Lev je dobil vojvodino Bavarsko (brez Avstrije) in je sodeloval v Friderikovih pohodih v Italijo in na Poljsko. Ko pa je leta 1176 Frideriku odklonil pomoč v ponovni vojni proti lombardskim mestom in ko Friderik v Italiji ni uspel, je ponovno izbruhnilo staro sovraštvo med Štaufovci in Welfi. Friderik je leta 1180 Henriku Levu odvzel obe vojvodini, mu pustil le dedni deželi Braunschweig in Lüneburg in ga izgnal. Po povratku leta 1185 se je Henrik poskušal ponovno s silo uveljaviti na Saškem, a brez uspeha.

## Odločen začetek
Henrik je bil je edini sin vojvode Henrika X., Ponosnega, iz rodbine Welfov, in Gertrude, hčere cesarja Lotarja III. Supplinburškega. Henrikovemu očetu je prvi nemški kralj iz rodbine Štaufovcev, Konrad III., odvzel vojvodini Saško in Bavarsko.
Henrik je leta 1142 dobil Saško in leta 1147 zahteval vrnitev Bavarske, ki jo je Konrad III. obljubil Henriku II. Jasomirgottu, mejnemu grofu Avstrije. Leta 1151 je Bavarsko zaman poskušal osvojiti.
Ko je leta 1152 postal nemški kralj njegov bratranec Friderik I. Barbarossa, je s svojimi tekmeci Welfi sklenili mir. Leta 1154 je Henriku podelil pravico, da ustanovi nove škofije vzhodno od Labe, in priznal njegove ozemeljske zahteve do Bavarske, od katere je ločil Avstrijo, ki jo je povzdignil v vojvodino in dodelil Henriku II. Jasomirgottu.

## Zavezništvo s Friderikom I. Barbarosso
Henrik je dvajset let podpiral Friderika. Z veliko vojsko ga je spremljal na prvem pohodu v Italijo (1154-55). Po kronanju za cesarja je zadušil upor prebivalcev Rima. Leta 1157 se je udeležil Friderikovega pohoda na Poljsko. Med Friderikovim drugim pohodom v Italijo (1160) mu je veliko pomagal pri obleganju in razrušenju Creme in leta 1161 v vojni proti langobardskim mestom.
Leto potem, ko je dobil Bavarsko, je ustanovil nov trg ob reki Isar, iz katerega je zrasel München. Največ truda je vložil v širjenje Saške, posebno v smeri preko Labe. Leta 1159 je zavzel in obnovil Lübeck na ozemlju, ki ga je odvzel grofu Holsteina, Adolfu II. Navezal je trgovske stike s Švedsko in Novgorodom in napravil iz Lübecka močan trgovski center. Leta 1160 je tja prenesel oldenburško škofijo. Na več pohodih je podjarmil slovanske Obodrite in razširil svojo oblast vse do Mecklenburga in tako odprl pot pokristjanjevanju in kolonizaciji.
Leta 1160 je prenesel sedež mecklenburške škofije v Schwerin, ki je dobil mestne pravice. Celo knezi zahodnega Pomorjanskega so občasno občutili Henrikovo fevdalno suverenost. Ko je danski kralj Valdemar I. zavzel baltski otok Rügen, je izbruhnilo bojevanje med njim in Henrikom, ki je trajalo do 1171, ko so prepir rešili s poroko Valdemarovega sina s Henrikovo hčerko.
V teh letih je Henrik zaokrožil svojo posest tudi na Saškem, tako da je zasegel lastnino več izumrlih rodbin, ne glede na dedne zahteve drugih upravičencev. Braunschweig je uredil za prestolnico in nasproti gradu, ki si ga je zgradil, postavil kip leva kot simbol družine in znak svoje suverenosti. Njegova brezobzirna narava in nagnjenost k poveličevanju je izzvala rastočo opozicijo. Na začetku 1150-tih so se saški knezi povezali proti njemu v koalicijo. Deset let kasneje je velika koalicija, ki sta jo vodila Albert Medved, mejni grof Brandenburga, in nadškof Kölna, predstavljala zanj veliko grožnjo. Mir se je povrnil na Saško šele z intervencijo cesarja leta 1168.
Tedaj je bil Henrik na višku svoje moči. Leta 1168 se je poročil z Matildo, hčerko angleškega kralja Henrika II. in kmalu za tem ga je poslal cesar v Francijo in Anglijo kot odposlanca, ki naj bi izposloval premirje z obema narodoma. Leta 1172 je šel z velikim spremstvom na romanje v Jeruzalem. V Konstantinoplu ga je z velikimi častmi sprejel bizantinski cesar Manuel I. Komnen.
Ko ga je leta 1176 Friderik Barbarossa prosil za pomoč v vojni proti lombardskim mestom v severni Italiji, je Henrik zahteval za povračilo važno cesarsko mesto Goslar, skupaj z rudniki srebra. Friderik je to odklonil in njuno dolgoletno zavezništvo se je končalo.

## Henrikov padec
Ko so boji na Saškem leta 1177 ponovno izbruhnili, je Friderik, po svojem povratku v Nemčijo leta 1178, na osnovi obtožb saškega plemstva o kršenju kraljevega miru, začel sodni postopek proti Henriku Levu. Henrik je odklonil, da bi na cesarjevem dvoru odgovarjal na obtožbe. Zato mu je Friderik leta 1180 odvzel obe vojvodini in vse cesarske fevde. Vojvodina Saška je bila razdeljena v dva dela: ozemlja škofij Köln in Paderborn so bila dana kölnskemu nadškofu kot nova vojvodina Vestfalija; vzhodni del Saške je dobil v fevd sin Alberta Medveda, Bernhard (†1212); vojvodino Bavarsko je dobil Friderikov sorodnik Oton Wittelsbaški.
Sprva je Henrik na severnem Saškem še lahko držal svoj položaj, poleti 1181 pa se je moral podrediti. Dovoljeno mu je bilo, da je zadržal svoji dedni deželi Braunschweig in Lüneburg, a je bil izgnan za nekaj let na dvor svojega tasta angleškega kralja Henrika II.
Ob svojem povratku leta 1185 si je poskušal povrniti vpliv na Saškem. Friderik je zahteval, da se udeleži tretje križarske vojne ali pa se odpove svojim zahtevam na Saškem. Oboje je Henrik odklonil, za kar ga je leta 1189 Friderik ponovno izgnal. Henrik se je pridružil tastu v Normandiji.
Po Friderikovi smrti leta 1190 se je Henrik Lev ponovno vrnil na Saško. Novi nemški kralj Henrik VI. se je začel z njim bojevati, a je julija 1190 sklenil mir v Fuldi. Potem ko je odšel Henrik VI. na pohod v Italijo, je Henrik Lev ponovno začel napadati. Henrika sta spet sklenila mir na medsebojnem srečanju leta 1194.
Naslednje leto je Henrik Lev umrl. Pokopan je ob svoji ženi v stolnici v Braunschweigu, katero je dal sam zgraditi.

## Družina
Henrik Lev je bil dvakrat poročen:
Prva žena je bila Klementina von Zähringen (ločena 1162, † ~1167), hčerka vojvode Konrada I. von Zähringen in Klementine Akvitanske. Imela sta otroke:
- Gertruda (1155–1197), ∞ 1)  švabski vojvoda Friderik IV.; 2) danski kralj Knut VI.
- Richenza (~1157–1167)
- Henrik, umrl mlad.

Druga žena je bila Matilda Angleška (1156–1189, poročena 1168), hčerka angleškega kralja Henrika II. in Eleanore Akvitanske. Imela sta otroke:
- Matilda (ali Richenza) (1172–1204), ∞ 1)  Godfrey de Perche; 2) Enguerrand III. de Coucy
- Henrik (~1173–1227), (V.) grof Renskega palatinata, ∞ 1) Agnes von Hohenstaufen (1176–1204); 2) Agnes von Landsberg (1192–1266)
- Lotar (~1174–1190)
- Oton (~1175–1218), nemški kralj in cesar Svetega rimskega cesarstva
- Viljem (1184–1213), grof Lüneburga; imel je sina Otona, ki je v vojvodini Braunschweig-Lüneburg nadaljeval dinastijo Welfov.

## Vir
- (1992) The new encyclopaedia Britannica in 32 volumes. Chicago [etc.]: Encyclopaedia Britannica.

| Henrik Lev Vladarska hiša WelfRojen: 1129/1131 Umrl: 1195 |                            |                               |
| Vladarski nazivi                                          |                            |                               |
| Predhodnik: Albert Medved                                 | Vojvoda Saške 1142–1180    | Naslednik: Bernard III. Saški |
| Predhodnik: Henrik II. Avstrijski                         | Vojvoda Bavarske 1156–1180 | Naslednik: Oton I. Bavarski   |